# Wake Up (Eliot Vassamillet)
Wake Up is een single van de Belgische zanger Eliot Vassamillet. Het nummer is geschreven door Pierre Dumoulin. Het was de Belgische inzending voor het Eurovisiesongfestival 2019 in Tel Aviv, Israël.

## Tracklist
| Nr. | Titel   | Duur |
| --- | ------- | ---- |
| 1.  | Wake Up | 2:59 |

## Hitnoteringen

### VlaamseUltratop 50
| Positie: | 40 | uit | 37 | 35 | uit |